# وارد فورست
وارد فورست (بالإنجليزية: Ward Forrest)‏ (25 يناير 1954 في الولايات المتحدة - ) هو لاعب كرة قدم أمريكي في مركز الهجوم. لعب مع سياتل ساوندرز.